# Burgstall Schanze (Egglham)
Der Burgstall Schanze bezeichnet eine abgegangene spätmittelalterliche Höhenburg 370 m westlich von Kuglenz, einem Gemeindeteil der niederbayerischen Gemeinde Egglham im Landkreis Rottal-Inn. Die Anlage wird als Bodendenkmal unter der Aktennummer D-2-7444-0035 mit der Beschreibung „Burgstall des hohen oder späten Mittelalters“ geführt.

## Beschreibung
Der Burgstall Schanze liegt auf einem Bergsporn in einem Waldgebiet westlich von Kuglenz. 140 m weiter westlich und gut 50 m unterhalb verläuft der Abach, ein rechter Zufluss des Aldersbachs zur Vils. Das Burgareal hat die Ausmaße von 75 m (in Ost-West-Richtung) mal 55 m (in Nord-Süd-Richtung). Der Burghügel steigt vom umgebenden Gelände um 10 m an. Der Burghügel ist von einem fünf Meter tiefen Graben und einem Wall umgeben.